# Balènids
Els balènids (Balaenidae) són una família de cetacis misticets que conté dos gèneres vivents. La majoria d'aquestes són balenes franques, però una de les espècies és la balena de Groenlàndia, que és bastant diferent. Les balenes d'aquest grup viuen a les regions polars o a prop d'elles.